# Zbór Kościoła Zielonoświątkowego „Dobra Nowina” w Wolsztynie
Zbór Kościoła Zielonoświątkowego „Dobra Nowina” w Wolsztynie – zbór Kościoła Zielonoświątkowego w RP znajdujący się w Wolsztynie, przy ulicy Przemysłowa 5.
Nabożeństwa odbywają się w niedzielę o godzinie 11:00